# 托特包

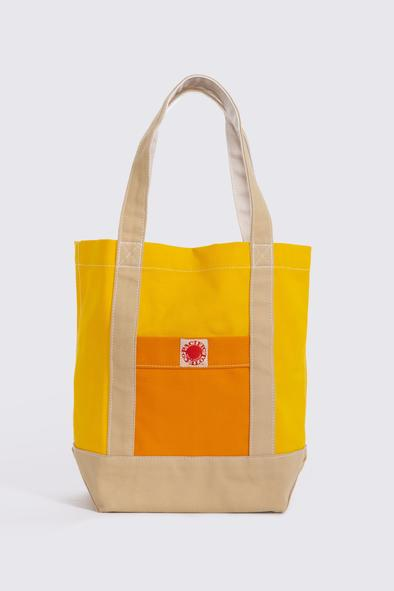
托特包

托特包（英語：tote bag）是一类大容量的包袋，在包袋两面缝有宽肩带，可以手提或者肩挎，能装下较重的物件。通常可以用作杂货店塑料袋的替代品或者通勤用包。不少托特包还会在包面印有特色图案，以彰显个性。托特包通常由棉质帆布制成，定价低廉。一些公司还会将其当作赠品发放，例如《紐約客》杂志于2014年起向订阅者免费发放托特包。亦有奢侈品牌推出定价高的皮革制托特包。
托特一词来源于北美英语俚语，意思为“携带”。2010年代起，托特包一词开始被广泛地营销使用。